# Nathalie Henseler
Nathalie Henseler (* 9. Dezember 1975 in Altdorf; heimatberechtigt in Schwyz und Luzern) ist eine Schweizer Unternehmerin, Autorin und Politikerin (FDP).

## Leben und Beruf
Nathalie Henseler wuchs in Goldau auf. Nach dem Abschluss des Gymnasiums im Theresianum Ingenbohl studierte sie an der Universität Zürich Germanistik, Geografie und Geschichte. 
Sie arbeitete zunächst mehrere Jahre als freischaffende Journalistin und Redaktorin beim Blick. Danach machte sie sich als Politik- und Strategieberaterin selbständig.
2006 übernahm sie ehrenamtlich das Präsidium der damals stillgelegten Seilbahn auf die Rotenfluh. Nach längeren politischen Prozessen wurde die neue Gondelbahn nach 10 Jahren im Dezember 2014 wiedereröffnet. Heute ist Nathalie Henseler CEO und Verwaltungsratspräsidentin der Rotenfluebahn Mythenregion AG. Sie wurde im Kanton Schwyz zum «Kopf des Jahres 2014» gewählt.
Henseler ist verheiratet, hat drei Kinder und lebt in Rickenbach SZ.

## Politik
Nathalie Henseler war Mitglied im Leitenden Ausschuss der kantonsrätlichen Verfassungskommission des Kantons Schwyz. Sie ist Mitbegründerin des Schwyzer Kinderparlaments. Sie kandidierte an den Wahlen 2015 im Kanton Schwyz für den Ständerat.

## Buch
- Gipfelgeschichten. Wie die Schweizer Berge zu ihren Namen kamen. Faro Verlag, Lenzburg 2010, ISBN 978-3-03-781009-5.